# College (film)
College är en amerikansk komedi från 2008 i regi av Deb Hagan med Drake Bell, Andrew Caldwell och Kevin Covais i huvudrollerna. Filmen, som släpptes direkt på DVD, hade Sverigepremiär den 8 juli 2009.

## Handling
När Kevin, en helt vanlig high school-elev, blir dumpad av sin flickvän Gina för att han är för tråkig, bestämmer sig Kevin och hans vänner Carter och Morris för att tillbringa den kommande helgen på Fieldmont University, som är ett närbeläget college. De åker dit för att ha roligt, dricka alkohol och få ha sex med några collegetjejer, men vistelsen där visar sig inte alls bli så rolig som de hade trott. För killarna på Fieldmont visar sig inte alls vara speciellt förtjusta i att några high school-killar kommit dit för att ragga på "deras" tjejer, utan bestämmer sig för att driva med Kevin, Carter och Morris...

## Om filmen
- Filmen är inspelad på Tulane University i New Orleans och på Grace King High School i Metairie i Louisiana, USA.

## Rollista (i urval)
- Drake Bell - Kevin Brewer
- Andrew Caldwell - Carter Scott
- Kevin Covais - Morris Hooper
- Alona Tal - Gina
- Camille Mana - Heather
- Haley Bennett - Kendall
- Nathalie Walker - Amy
- Nick Zano - Teague
- Gary Owen - Bearcat
- Zach Cregger - Cooper